# 両津温泉郷
両津温泉郷（りょうつおんせんきょう）は、新潟県佐渡市にある温泉。両津港と加茂湖の周辺に温泉地が点在する。

## 泉質
- ナトリウムー塩化物泉、炭酸水素塩泉
  - 泉温　37〜47℃
  - 温泉施設によって、形態は様々である。佐渡市内は、塩化物泉の温泉地が多い傾向にある。

## 両津温泉郷の各温泉

### 両津温泉
加茂湖の北西岸に温泉旅館が一軒存在する。かつてはもう一軒あった。
泉質
- ナトリウムー塩化物泉
  - 泉温　47℃

所在地
- 佐渡市加茂歌代

宿泊施設
- ホテル志い屋

### 椎崎温泉

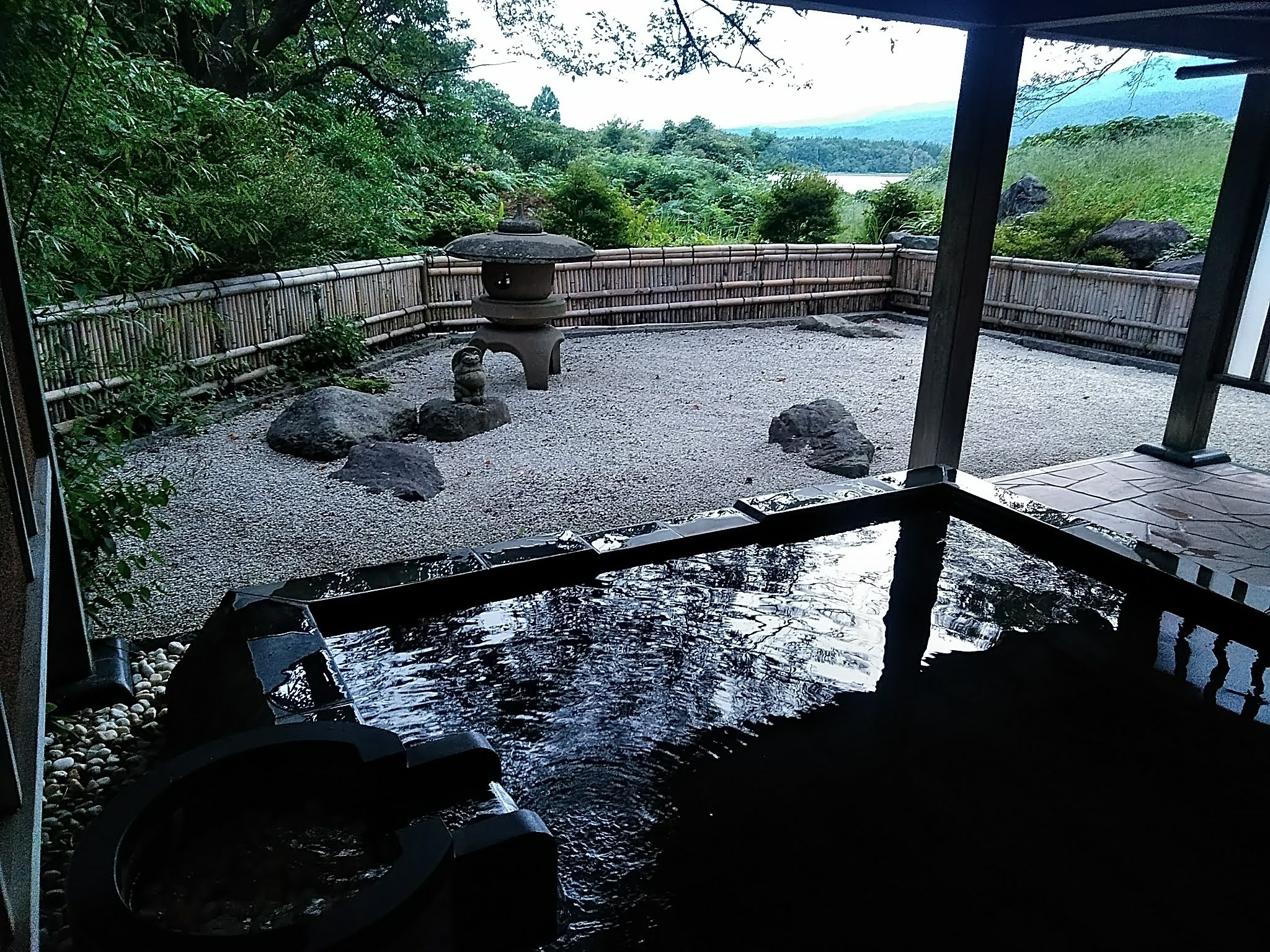
加茂湖を見下ろすニュー桂の露天風呂

加茂湖の東岸に旅館が3軒存在する。朱鷺の傷湯としての伝説も残る。
泉質
- ナトリウム-塩化物泉
  - 泉温　47℃

所在地
- 佐渡市原黒

宿泊施設
- 朱鷺伝説と露天風呂の宿　きらく
- 夕日と湖の宿　あおきや
- ホテルニュー桂

### 秋津温泉
加茂湖から少し離れた北西岸に一軒宿「両津やまきホテル」のみ存在する温泉。地下1500メートルから湧出する。
泉質
- ナトリウムー塩化物・炭酸水素塩泉
  - 泉温　37℃

所在地
- 佐渡市秋津

宿泊施設
- 両津やまきホテル

### 佐渡加茂湖温泉
両津港の南、加茂湖北岸に2軒の温泉旅館が存在する。辺りは、旧両津市街地の中心地でもあった。
泉質
- 炭酸水素塩泉
  - 泉温　38℃

所在地
- 佐渡市両津

宿泊施設
- 湖畔の宿　吉田家
- お宿花月

### 住吉温泉
両津港から少し離れた両津湾の海岸沿いに2軒の温泉旅館が点在する。温泉郷内の中で唯一、加茂湖に面していない温泉である。
泉質
- ナトリウムー塩化物泉
  - 泉温　38℃

所在地
- 佐渡市住吉

宿泊施設
- みなみ旅館
- 寿月館

## 歴史
両津温泉は、昭和44年（1969年）に開湯。一方、佐渡加茂湖温泉が開湯したのは平成8年（1996年）。

## アクセス

### 島外からのアクセス
JR上越新幹線・信越線新潟駅より新潟港まで車で5分
新潟港から両津港まで佐渡汽船で60分。

### 島内のアクセス
- 両津港から新潟交通バス本線相川行きで10分又は車で5分。
- 両津港から国道350号経由、車で5〜10分。